# Auenfels
Auenfels je priimek več oseb:
- Georg August von Auenfels, avstro-ogrski general
- Stephan August von Auenfels, avstro-ogrski general